# Niwka-Gajówka
Niwka-Gajówka – część wsi Rybnica w Polsce położona w województwie lubelskim, w powiecie tomaszowskim, w gminie Susiec.
W miejscowości znajduje się zabytkowa, drewniana leśniczówka.
W latach 1975–1998 miejscowość administracyjnie należała do województwa zamojskiego.